# Точечная митра
Точечная митра (лат. Quasimitra puncticulata) — вид морских брюхоногих моллюсков из семейства митрид (Mitridae).

## Описание
Длина раковины составляет от 25 до 57 мм.
Вид распространён в Индийском океане вдоль побережья Мадагаскара и в центральной части Тихого океана вдоль побережья Филиппин, Нансэй, Австралии и Папуа — Новой Гвинеи. Живёт на глубине от 5 до 200 м.
Как и все митры, является хищником, питается мелкими брюхоногими и двустворчатыми моллюсками.

## Синонимы
В синонимику таксона входят следующие биномены:
- Mitra (Nebularia) puncticulata Lamarck, 1811
- Mitra puncticulata Lamarck, 1811
- Tiarella puncticulata (Lamarck, 1811)